# انرپوس
{{ترجمه-نیاز|تاریخ=ژوئن ۲۰۱۵}
انرپوس (به انگلیسی: ENERPOS) (که مخفف انرژی مثبت در فرانسه می‌باشد) اولین ساختمان انرژی شبکه – صفر تحصیلی در مناطق استوایی می‌باشد و یکی از 13 Net ZEBs در مناطق استوایی می‌باشد، به لطف طراحی زیست اقلیمی ان. ENERPOS در جزیرهٔ Reunion واقع شده‌است، قلمرویی فرانسوی در اقیانوس هند. ساختنِ یک ساختمان با انرژی کارامد در چنین اب و هوایی چالش‌انگیز می‌باشد. در هر صورت، انتظارات انرژی در خصوص ENERPOS برآورده شد. ENERPOS تنها یک ساختمان با مصرف انرژی کارامد نمی‌باشد، این ساختمان همچنین روش‌های غیرفعال برای کاهش مصرف انرژی را فراهم می‌آورد و در عین حال محیطی راحت برای کاربران خود فراهم می‌آورد. کلاس‌ها هم میزبان دورهٔ کارشناسی و دوره‌های مدرک است و هم دپارتمان ساخت و ساز و انرژی در دانشکدهٔ مهندسی فارغ التحصیلان در جزیرهٔ Reunion.

## موقعیت
ENERPOS ساختمان دانشگاهی ایست که در Saint Pierre در جزیرهٔ فرانسوی La Reunion واقع شده‌است. این جزیره که اب و هوایش گرم و مرطوب است، در اقیانوس هند واقع شده‌است، شرقِ ماداگاسکار. این منطقه اغلب بوسیلهٔ طوفان‌های گرمسیری درنوردیده می‌شود و مشکلاتی را برای ساختمان‌ها به وجود می‌آورد.

## چارچوب جزیرهٔ Reunion
بیش از ۸۰۰ هزار ساکن این جزیره متکی به منبع محدودی از انرژی هستند. علاوه بر ان، تولید برق در این جزیره یکی از الوده‌ترین موارد در جهان می‌باشد، که بیشتر از سوخت‌های فسیلی از قبیل زغال سنگ تولید می‌شود. برق تولید شده گران می‌باشد و یکی از الوده‌ترین موارد در دنیا می‌باشد با 820 g CO2/kWhel (نزدیک به هشت برابر بیشتر از خود فرانسه). متأسفانه، تقاضای روزافزون برای انرژی، در نتیجهٔ رشد جمعیتی قابل توجه، گاهی اوقات از میزان انرژی در دسترس بیشتر می‌شود. در نتیجه، کمبودهایی در طول زمان‌هایی معین برای مثال تابستان‌ها می‌تواند رخ دهد، زمانی که تهویه مطبوع‌ها به صورت گسترده‌ای مورد استفاده قرار می‌گیرند. همانند دیگر موارد در دیگر بخش‌های دنیا، مصرف انرژی ساختمان‌ها، درصد مهمی از انرژی استفاده شده در جزیره Reunion را نشان می‌دهد. ساختمان‌ها در مناطق گرمسیری فرانسه و بخصوص جزیره Reunion، به صورت نابهنجاری طراحی شده‌اند، بر خلاف معماری بومی Creole پیشین، مفاهیم ساختمان کلان شهری را نشان می‌دهند. در حقیقت این کار تبدیل به فعالیتی متداول برای ساخت ساختمان‌های تا حد ممکن ارزان شده‌است. بدون هیچ گونه توجهی به محیط و اب و هوا، که زندگی بدون تهویه مطبوع را مشکل ساخته است. علاوه بر این، تهویه مطبوع‌ها و روشنایی اغلب بوسیلهٔ طراح‌ها بزرگتر از اندازهٔ خود نشان داده شده‌اند، که این امر منجر به مصرف انرژی به صورت نامطلوبی شود. خوشبختانه پیشرفت‌های قابل توجهی می‌تواند در کاهش مصرف انرژی در جزیرهٔ Reunion انجام شود.

## اهداف و دستاوردها
در تطابق با چارچوب کلی تأمین انرژی و مصرف ان در جزیرهٔ Reunion، انتظار می‌رفت این ساختمان انرژی صفر داشته باشد و حداقل میزان انرژی را به عنوان مصرفش به شبکه برق جزیره وارد کند. به منظور دستیابی به این هدف، اولین مسئله‌ای که باید مورد بررسی قرار گیرد مصرف انرژی ساختمان و ساختن ان بدون نیاز به تهویه مطبوع می‌باشد، ولی در عین حال محیطی راحت برای کاربرانش ایجاد شود.
تهویه مطبوع تنها برای یک سوم کل منطقهٔ سطحی برای کامپیوترها و سرورها استفاده می‌شود، دو سوم باقی‌مانده به صورت طبیعی خنک و تهویه شده. روش‌های غیرفعالی که مورد استفاده قرار می‌گیرد، نیازمند این می‌باشد که افراد در یک ساختمان فعال، فعال بوده به جای اینکه غیر فعاال باشند. (Francois Garde, Ph.D. , P.E & ASHRAE MEMBER) در ابتدای طراحی ENERPOS در سال ۲۰۰۵، هدف اصلی نشان دادن این موضوع بود که مصرف کلی ساختمان می‌تواند تا سه برابر ساختمان استاندارد کاهش پیدا کند. نتایج مبنی بر این بود که تنها یک هفتم مصرف انرژی سالیانه یک ساختمان استاندارد استفاده می‌شود. (14 Wh/m2 به جای 100kWh/m2 در یک سال) به منظور جبران این امر، پنل‌های فتوولتائیک در سقف‌ها کار گذاشته شد، و تولیدی در حدود 71,118 kWh در سال ۲۰۱۰ را ایجاد کرد در مقایسه با مصرف کلی 9,824kWh، که این ساختمان را تبدیل به یکی از 13 Net ZEBs در منطقهٔ گرمسیری کرده‌است. شهر Saint Pierre معمولاً تمام سال آفتابی است و میزان زیادی از تابش خورشیدی در تابستان به میزان 1200 W/m2 را دریافت می‌کند. در نتیجه، ساختمان ۷ برابر کمتر از تولیدش انرژی مصرف می‌کند، تولید اضافی برق به درون شبکه آزاد می‌شود.
ENERPOS الزامات مورد نیاز برای دو گواهینامهٔ عملکرد زیر را بدست آورده: HQEو PERENE. PERENE گواهینامه‌ای محلی در جزیرهٔ Reunion می‌باشد و آن‌هایی را راهنمایی می‌کند که می‌خواند بدانند چگونه در تطابق با اب و هوای مربوطه ساختمان‌سازی کنند. (چهار طبقه‌بندی مختلف بر اساس ارتفاع از سط ح دریا تعریف شده‌است) Saint Pierre در گرمترین نقطهٔ جزیره قرار دارد.

## ویژگی‌ها و اصول

### تهویه مطبوع عرضی طبیعی
آسایش انسان بسته به پنج معیار دارد، دو عدد از این معیارها مربوط به لباس و متابولیسم می‌باشد و سه عدد دیگر بر دمای هوا، رطوبت هوا و سرعت جریان هوا تأکید دارد. هر چقدر سرعت جریان هوا برای شخصی سریعتر باشد ان شخص احساس خنکی بیشتری می‌کند. علاوه بر این، تهویه مطبوع طبیعی هوای تازه را به درون ساختمانی به خوبی طراحی شده هدایت می‌کند؛ بنابراین، تهویه مطبوع، آسایش و سلامت را در اب و هوای گرمسیری افزایش می‌دهد و هدفش ساپورت تهویه هوا می‌باشد. ساختمان متمایل به شرق ساخته شد تا از وزش بادهای شرق- جنوب- شرق به داخل اتاق‌ها در فصل زمستان جلوگیری کند و از نسیم‌های گرمایی در تابستان بهره برد. نماهای اصلی ساختمان به سمت شمال و جنوب می‌باشند، که هم‌زمان باعث کاهش گرما در نماهای جنوبی و غربی می‌شود (که بیشتر در معرض تابش خورشیدی می‌باشند). تهویه مطبوع موفق بوسیلهٔ ایجاد پنجره‌ای در دیوار با نسبت ۳۰ درصد با استفاده از کرکره در در سمت مخالف اتاق‌ها انجام می‌شود. کرکره‌ها نه تنها برای تنظیم جریان هوا مناسب می‌باشند، بلکه محافظی در برابر طوفان‌ها و دزدی‌ها می‌باشند. علاوه بر این موضوع به محوطهٔ اطراف ساختمان نیز به خوبی فکر شده‌است تا از گرم شدن زمین قبل از ورود به اتاق‌ها جلوگیری شود.
- کاشتن گیاهان و درختان بومی در حیاط خلوت و در اطراف ساختمان برای ایجاد محیط زیستی که تا حد ممکن تازه باشد.
- قرار دادن پارکینگ‌ها در زیر ساختمان به جای کنار ساختمان به همین دلیل. علاوه بر این، این کار نفوذپذیری خاک را افزایش داده که در نتیجه باران‌ها باعث ایجاد سیل نمی‌شوند بلکه به درون زمین نفوذ می‌کنند.

در نهایت، پنکه‌های سقفی بزرگ در هر اتاق نصب شده، حتی ان اتاق‌هایی که دارای تهویه می‌باشند. پنکه‌های سقفی باعث می‌شوند که حتی در صورت عدم وجود نسیم، جریان هوای مورد نیاز برای احساس آسایش و راحتی کاربران ساختمان تأمین می‌شود.
این راه حل به صورت چشمگیری میزان انرژی مصرف شده را کاهش می‌دهد. پنکه‌ها و سیستم‌های اسپیلیت (دومی برای خنک کردن اتاق‌های فنی بکار می‌رود) تنها 3.7 kWh/m2.yr مصرف می‌کنند در مقایسه با سیستم تهویه کلاسیک در یک ساختمان استاندارد که 80 kWh/m2.yr مصرف می‌کنند.

### سایبان خورشیدی
اکنون که پارامتر جریان هوا مورد بررسی قرار گرفت، مسئلهٔ بعدی ای که باید مورد خطاب قرار گیرد دمای هوا می‌باشد. بیشتر گرمایِ اتاق‌ها در نتیجهٔ تابش خورشیدی است که از طریق شیشه‌ها داخل می‌شوند. تقریباً هیچ شیشه‌ای در قسمت‌های نمای‌های کوچک شرقی و غربی قرار داده شد، زیرا آن‌ها جذب‌کنندهٔ تابش خورشیدی هستند. دو نمای اصلی، شامل کرکره‌ها، به لطفِ سایبان خورشیدی عمودی متشکل از نوارهای چوبی متمایل، در برابر تابش خورشیدی مستقیم حفاظت می‌شوند.
به منظور داشتن بازده تا حد ممکن، سایبان خورشیدی توسط نرم‌افزاری 3D شبیه‌سازی شده‌است. این حفاظ شیشه‌ای دارای دو تأثیر اصلی می‌باشد:
- برای جلوگیری از درخشش خورشیدی بر روی میزها که می‌تواند برای دانش اموزان و کارمندان بسیار آزار دهنده باشد.
- برای کاهش دمای داخلی.

### مواد
در رابطه با پوشش، دیوارها از بتون ساخته شده‌اند، سقف با لایه‌ای ۱۰ سانتی‌متری از پلی استایرن عایق بندی شده و دارای هواکش BIPV بالای سقف می‌باشد. (ساختمان مجتمع فتوولتائیک). سیستم‌های سایبان خورشیدی از نوارهای چوبی ساخته شده‌اند. شیروانی‌های شرقی و غربی بوسیلهٔ چوب معدنی و روکشی چوبی عایق بندی شده‌اند. رنگ مورد استفاده کاملاً ارگانیک بود و اجزاء چوبی تحت هیچ گونه پرداخت خاصی قرار نگرفته‌اند. هیچ گونه عایق‌گذاری ای برای نماهای اصلی لازم نمی‌باشد زیرا آن‌ها در قالب میزان s بسیار کارامد می‌باشند، در نتیجهٔ سایبان خورشیدی.

### روشنایی
روشنایی روز نیز برای اطمینان از شاخص روشنایی روز مفید (UDI) در حداقل ۹۰ درصد مکان‌ها شبیه‌سازی شد. دو کلاس درس روبه روی دریا در طبقهٔ اول ساختمان دارای هیچ گونه روشنایی مصنوعی نیستند. به استثنای این دو کلاس، تمامی کلاس‌ها و دفترها بوسیلهٔ لامپ‌های کم مصرف روشن شده که تراکم نور مصنوعی پایین‌تر از ساختمان‌های استاندارد تولید می‌کند، 7 W/m2 در کلاس‌ها با لامپ‌های کم مصرف T-5 و 3.7 W/m2 در دفترها با لامپ‌های رومیزی ال ای دی شخصی. این تراکم‌های روشنایی به اندازهٔ کافی بالا هستند تا محیط‌های کاری را برای کار کردن مناسب کنند، و هم‌زمان نیز مصرف انرژی و گرمای ایجاد شده توسط لامپ‌ها را پایین آورند. چندین کلید برای کنترل لامپ‌ها و پنکه‌های سقفی بوسیلهٔ ردیف‌هایی از میزها در کلاس‌ها وجود دارد از آنجایی که برخی از افراد ممکن است گرمشان باشد یا نور کافی نداشته باشند در حالیکه دیگران راحت هستند. این امر از تلف شدن انرژی جلوگیری می‌کند. یک سیستم مدیریت ساختمان برای کنترل سیستم‌های فعال مورد استفاده قرار می‌گیرد. در صورتی که افراد هنگام ترک اتاق فراموش کنند لامپی را خاموش کنند، تایمری بعد از دو ساعت به صورت خودکار ان را خاموش می‌کند.

### محاسبات
این امر شبیه به مسئلهٔ روشنایی می‌باشد، از آنجایی که سیستم‌های محاسبه‌ای می‌توانند بر مصرف انرژی و افزایش حرارت تأثیرگذارند. راه حل اصلی اتخاذ شده در دفترها استفاده از لپ‌تاپ‌ها به جای کامپیوترهای رومیزی می‌باشد، زیرا آن‌ها انرژی کمتری مصرف می‌کنند. برای اتاق کامپیوترها، آن‌ها تنها مجهز به صفحه نمایش‌ها، موس‌ها و صفحه کلیدها می‌باشند و واحدهای مرکزی در اتاق فنی دارای تهویه مطبوع قرار دارند. بارهای حرارتی از کامپیوترها در بیرون از اتاق‌ها ی محاسبات (کامپیوتری) نگه داشته می‌شوند.

### تولید فتوولتائیک
همان‌طور که قبلاً ذکر شد، شهر Saint Pierre میزان زیادی از تابش خورشیدی را در طول سال دریافت می‌کند. این منبع طبیعی از انرژی در نتیجه مورد بهر برداری قرار گرفته‌است. هدف ساختن ساختمان انرژی مثبت ENERPOS به لطف پنل‌های خورشیدی بود، تولید فتوولتائیک باید حداقل برابر با مصرف انرژی ساختمان باشد. در حقیقت، از آنجایی که پنل‌های فتوولتائیک در بالای سقف استفاده شده‌اند، سطح کلی پنل‌ها در مقایسه با نیازهای انرزی بزرگتر از حد معمول شده‌اند تا از کل سقف در برابر تابش‌های مستقیم خورشیدی محافظت کند. مصرف پایین انرژی ENERPOS بیشتر از تعادل 365 m2 این پنل‌های خورشیدی ترکیب شده می‌باشد، و تولیدی کلیِ 71118kWh در یک سال را دارند. میزان اضافی انرژی، که بوسیلهٔ ساختمان مورد استفاده قرار نمی‌گیرد، به درون شبکه آزاد شده که در حدود 61kWh در سال می‌باشد. علاوه بر این، تمامی هزینه‌ها و ریسک‌ها ی مربوط به نصب این موارد بوسیلهی سازندگان تأمین می‌شود، همان‌طور که در قرارداد توافق شده‌است، و نه توسط مالک ENERPOS. (که در اینجا مالک ان دانشگاه جزیرهٔ Reunion می‌باشد) در عوض، دانشگاه جزیرهٔ Reunion تولید فتوولتائیک را به سازنده‌ای اجاره می‌دهد که از مزایای تغذیه برق به درون شبکه برای مدت ۱۵ سال بهره می‌برد. بعد از این مدت زمان، مالک ساختمان صاحب پنل‌های فتوولتائیک می‌شود.

## فعال کردن کاربرها
مصرف انرژی ساختمان نه تنها به روشی که ساخته شده متکی است بلکه شدیداً به رفتار ساکنان ان نیز بستگی دارد. این ایده برای ساختمان‌هایی که بر اساس طراحی‌های غیرفعال ساخته شده‌اند، حقیقت دارد. در حقیقت، تبدیل ENERPOS به یک ساختمان غیرفعال اشاره به این مطلب دارد که کاربران باید نقشی فعال در استفاده از ان و در بالاترین حالت ظرفیتش داشته باشند. برای مثال، پیش از روشن کردن پنکه‌های سقفی، دانش اموزان باید ابتدا کرکره‌ها را باز کنند. این امر منطقی به نظر می‌آید ولی بیشتر افراد در این مورد فکر نمی‌کنند. به همین دلیل تابلوهایی در کلاس‌ها برای توضیح استفادهٔ صحیح از وسایل به منظور جلوگیری از اتلاف انرژی نصب شده‌است. هدف این کار آموزش دانش اموزان (و معلمان) در خصوص نحوهٔ رفتار و فهماندن مسایل محیط زیستی در خطر در جزیرهٔ Reunion می‌باشد.

## ارزیابی بعد از سکونت
از آنجایی که ENERPOS پروژه‌ای پیشرو در جزیرهٔ Reunion و مناطق گرمسیری می‌باشد، تجزیه و تحلیل توزیع مصرف حائز اهمییت است، ارزیابی عملکرد ان و اینکه افراد چه حسی در این ساختمان دارند. در نتیجه ارزیابی بعد از سکونت برای سه فصل گرم انجام شد تا به سطح آسایش در ENERPOS دست پیدا کنند. از دانش اموزان و معلمان درخواست شد تا پرسشنامه‌هایی را در خصوص احساسشان در ساختمان بیان کنند، در حالیکه پارامترهای محیط زیستی از قبیل دما، رطوبت و سرعت هوا جمع‌آوری شده بود.
نتیجه‌گیری اصلی این بود که از ۷۰۰ دانش آموزی که مورد ارزیابی قرار گرفتند، اکثریت آن‌ها احساس راحتی در ENERPOS در فصل گرم داشتند، بدون سیستم تهویه مطبوع. هدف نهایی این پروژه برآورده شده بود.

## نتایج
در میان مصرف سالانهٔ 14.4 kWh/m2 این ساختمان، مصارف نهایی انرزی به شرح زیر می‌باشد:
- بارهای پریز برق ۴۶ درصد.
- تهویه مکانیکی و تهویه مطبوع ۱۵ درصد.
- روشنایی داخلی ۱۴ درصد.
- پنکه‌های سقفی ۱۱ درصد.
- روشنایی خارجی ۷ درصد.
- آسانسور ۷ درصد.

سهم بارهای پریز برق به نسبت کل مصررف انرژی به صورت غیرطبیعی ای بالا می‌باشد در مقایسه با ساختمانی استاندارد، زیرا تهویه مطبوع و بخش‌های روشنایی به خوبی کاهش یافته بودند. در کل، ساختمان ENERPOS نشان داد امکان ساخت ساختمانی آموزشی Net ZEB در مناطق گرمسیری به صورتی که افراد برای مطالعه و کار د رانجا احساس آسایش داشته باشند، وجود دارد. علاوه بر این، تجربه‌های بدست آمده از پروژهٔ ENERPOS می‌تواند برای ساختمان سبز و پروژه‌های Net ZEB برای اب و هوای گرم به کار گرفته شود.